# Água superiônica
A água superiônica, também chamada de gelo XVIII é uma fase de água que existe a temperaturas e pressões extremamente altas. Na água superiônica, as moléculas de água se separam e os íons de oxigênio se cristalizam em uma rede uniformemente espaçada, enquanto os íons de hidrogênio flutuam livremente dentro da rede de oxigênio.  A água superiônica é distinta da água iônica, que é um estado líquido hipotético caracterizado por uma sopa desordenada de íons de hidrogênio e oxigênio.

## Novo estado da matéria
O cristal de oxigênio iônico com hidrogênio iônico (principalmente prótons) movendo-se dentro, como um fluido, explica que o fluido condutor responsável pelo "efeito dínamo" foi confinado em uma fina camada externa do planeta Urano e Netuno, em vez de deixá-lo penetrar o núcleo. Esse comportamento do campo magnético poderia ser explicado com esse novo estado da matéria.

## Água superiônica em condições planetárias
A água superiônica ilumina a estrutura interior, a evolução e os campos magnéticos de planetas como Urano e Netuno e também sobre o número crescente de exoplanetas gelados. Os limites de fase da água superiônica ajudam a resolver as frações do gelo isolante, as diferentes fases superiônicas e a água líquida dentro dos gigantes de gelo.